# The Great Escape (album)
The Great Escape – czwarty album studyjny szwedzkiego zespołu Seventh Wonder. Został on nagrany na przełomie wiosny i lata 2010 roku. Premiera odbyła się 3 grudnia 2010 roku. Jest to pierwszy album zespołu, na którym znalazł się utwór trwający dłużej niż dziesięć minut. Jest to również ostatni album nagrany z Johnnym Sandin'em który opuścił zespół z powodów osobistych zaraz po premierze. Alley Cat to pierwszy utwór Seventh Wonder do którego nagrano teledysk.
Tytułowy utwór "The Great Escape" to epicka kompozycja oparta na wierszach Aniara, których autorem jest szwedzki laureat Nagrody Nobla, Harry Martinson. Ich tematyka oscyluje wokół tragedii statku kosmicznego zmierzającego na Marsa. W środku znajdowali się koloniści z Ziemi. Tragedia spustoszonej, zniszczonej ziemi wplątuje te wszystkie wydarzenia w walkę egzystencjalną.
Pierwszy utwór z płyty Wiseman jest luźnym prequelem do wydarzeń z The Great Escape.

## Lista utworów[2]
1. Wiseman - 5:42
2. Alley Cat - 6:06
3. The Angelmaker - 8:29
4. King of Whitewater - 7:20
5. Long Way Home - 4:26
6. Move on Through - 5:04
7. The Great Escape - 30:14

- - I ...And the Earth Wept
  - II Poisoned Land (instrumental)
  - III Leaving Home
  - IV Take-Off
  - V A Turn for the Worse
  - VI A New Balance
  - VII Death of the Goddesses
  - VIII The Age of Confusion: Despair
  - IX The Age of Confusion: Lust
  - X The Age of Confusion: Reason
  - XI The Aftermath
  - XII Dining on Ashes
  - XIII The Curtain Falls

## Skład zespołu
- Tommy Karevik - Wokal
- Andreas Söderin - Keyboard
- Johan Liefvendahl - Gitara
- Andreas Blomqvist - Bass
- Johnny Sandin - Perkusja
- Jenny Karevik - Wokal wspierający